# شینگو موریتا
شینگو موریتا (انگلیسی: Shingo Morita؛ زادهٔ ۹ دسامبر ۱۹۷۸) بازیکن فوتبال اهل ژاپن است.